# Theresa Keilhacker

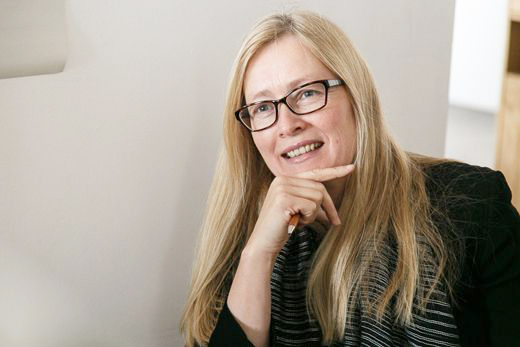
Theresa Keilhacker (2015)

Theresa Keilhacker (* 1964 in Oxford) ist eine deutsche Architektin und ehemalige Präsidentin der Architektenkammer Berlin, 2021-2025.

## Leben
Theresa Keilhacker begann ihre Architekten-Laufbahn mit einem Studium an der Technischen Hochschule Ostwestfalen-Lippe im Fachbereich Architektur und Innenarchitektur und schloss dort 1990 mit einem Diplom ab. Daran knüpfte sie 1996 mit einem Master-Studium an der University of Sydney an, das sie mit der Master Thesis "Urban densification in today's cities with references to Pyrmont-Ultimo in Sydney and Dorotheen- /Friedrichstadt in Berlin" ebenfalls erfolgreich beendete. Davor und danach arbeitete sie in verschiedenen Architekturbüros in Sydney, Düsseldorf und Berlin. In Berlin, wo sie sich schließlich 1998 als freischaffende Architektin niederließ, hatte Keilhacker von 2005 bis 2013 den Vorsitz des Ausschusses Nachhaltiges Bauen der örtlichen Architektenkammer und anschließend, von 2013 bis April 2017, das Amt der Vizepräsidentin inne. 2014 wurde sie in die Kommission für nachhaltiges Bauen (KNBAU) des Umweltbundesamt berufen und ist außerdem im Jahr 2021 zur Präsidentin der Architektenkammer in Berlin gewählt worden. Bei der Wahl 2025 trat sie nicht erneut an. Ihr Nachfolger als Präsident der Architektenkammer Berlin ist der Architekt und Universitätsprofessor Eike Roswag-Klinge.
Zentrale Themen ihrer Arbeit sind die Förderung der ökologischen und sozialen Nachhaltigkeit im Bauwesen und die Erhaltung des baukulturellen Erbes der Nachkriegszeit. Im Jahr 2022 wurde sie sowohl in den Berliner Klimaschutzrat des Berliner Senats als auch in den Expert*innenrat des Climate Change Centers Berlin-Brandenburg berufen. Für die Plattform Nachwuchsarchitekt*innen, welche "Unterstützung und Raum für eine nachwachsende Generation kreativ und interdisziplinär denkender Planer" bietet, ist sie kuratorisch verantwortlich.

## Positionen
Keilhacker bezieht regelmäßig zu aktuellen Berliner Themen der Stadtentwicklung Stellung:

### Alexanderplatz
Keilhacker kritisierte den Kollhoffsche Masterplan von 1993 für den Alexanderplatz:

„Man mag nicht gut finden, was die DDR am Alexanderplatz an Städtebau gemacht hat, aber man kann nicht so tun, als gäbe es ihn nicht. Das Haus des Lehrers und das Kongresszentrum werden in den Hinterhof verschoben, obwohl das Highlights der Nachkriegsmoderne sind.“

### Checkpoint Charlie
Als Mitglied des Beratungsgremium des „Städtebaulichen Dialogverfahrens zum Bildungs- und Erinnerungsort Checkpoint Charlie“ sprach sie sich dafür aus, die Dimensionen des Grenzübergangs durch einen Freiraum auf den Flächen Friedrich- Ecke Zimmerstraße erfahrbar zu erhalten. Zuvor plante hier ein Investor die Errichtung eines Hotels.

### Bauakademie
2023 unterzeichnete Keilhacker einen offenen Brief, welcher sich für einen nachhaltige Architektur und gegen die Rekonstruktion der historischen Fassade Schinkels aussprach.

### Positionen gegen Abriss
Wiederholt sprach sie sich öffentlich gegen den Abriss einzelner Gebäude aus. So etwa des Palast der Republik, des SEZ, des Generalshotel am Flughafen, des Denkmalensemble Bogensee, des Jugendzentrums Moabit und des Bürohauses an der Urania 4-10.

## Publikationen
- Eine Architektur des Wir. Die neue Baukultur übernimmt Verantwortung. In: Architektenkammer Berlin (Hrsg.): Architektur Berlin / Building Berlin 14. Braun Publishing AG, Salenstein 2025, ISBN 978-3-03768-307-1
- Theresa Keilhackers Vision für Berlin 2030: „An der Wohnraumfrage entscheidet sich die Zukunft dieser Stadt“. In: Der Tagesspiegel Online. ISSN 1865-2263 (tagesspiegel.de [abgerufen am 5. Mai 2025]).
- Baustelle Diversität. Ist Umbau eine Frauendomäne? Und wenn ja, warum? In: Architektenkammer Berlin (Hrsg.): Architektur Berlin / Building Berlin 13. Braun Publishing AG, Salenstein 2024, ISBN 978-3-03768-299-9
- Entdeckt eure Stadt. Berlins verkannte Schätze. In: Architektenkammer Berlin (Hrsg.): Architektur Berlin / Building Berlin 12. Braun Publishing AG, Salenstein 2023, ISBN 978-3-03768-289-0
- Ideen statt Abriss. Warum der Fortschritt in den Kreislauf führt. In: Architektenkammer Berlin (Hrsg.): Architektur Berlin / Building Berlin 11. Braun Publishing AG, Salenstein 2022, ISBN 978-3-03768-278-4
- Politisch umkämpfter Raum. Engagement für eine wertschätzende und kollaborative Stadtpolitik. In: Franziska Richter (Hrsg.): Traumland. Wer wir sind und sein könnten. Identität & Zusammenhalt in Ost und West. Verlag J.H.W. Dietz Nachf, Bonn 2021, ISBN 978-3-8012-0621-5
- Theresa Keilhacker. In: Sahra Riviére, Hermann Schlimme (Hrsg.): Berliner Architekt*innen. Oral History. Berlin 2021, ISBN 978-3-9822233-0-8
- Kommission Nachhaltiges Bauen am Umweltbundesamt (Hrsg.): Schonung natürlicher Ressourcen durch Materialkreisläufe in der Bauwirtschaft. Dessau-Roßlau 2018.
- Kommission Nachhaltiges Bauen am Umweltbundesamt (Hrsg.): Contaminant Input to the local Environment from Buildings and Building Products. Dessau-Roßlau 2016.
- Kommission Nachhaltiges Bauen am Umweltbundesamt (Hrsg.): Unterbringung von Flüchtlingen in Deutschland. Dessau-Roßlau 2016.
- Kommission Nachhaltiges Bauen am Umweltbundesamt (Hrsg.): Nachhaltigkeitsaspekte in den Bauordnungen der Länder. Dessau-Roßlau 2015.
- Die Kunst des Machbaren. In: IBA Hamburg (Hrsg.): Metropole 6: Zivilgesellschaft. Jovis Verlag, Berlin 2012, ISBN 978-3-86859-220-7